# Castberggård
Castberggård er Døve og Hørehæmmedes oplysningsforbunds højskole beliggende i landsbyen Urlev nær Hedensted.

## Højskolen
Castberggård startede som højskole for døve i 1986 og har siden da tilbudt en lang række højskoleforløb af kortere eller længere varighed. På højskolen er det første sprog tegnsprog.
Som elev på Castberggård, bor man på skolen og deltager i undervisningen hver dag. Om aftenen er der mulighed for at bruge stedets idrætsfaciliteter eller blot deltage i det sociale samvær med ligestillede.
Blandt kursusforløbene på højskolen er tegnsprogsundervisning, danskkurser, studieforberedende forløb, familiekurser, en række kreative fag og natur og motion. Aktuelle tilbud fremgår af højskolens hjemmeside. Castberggård er desuden med i samarbejdet om Tegnsprogsskole Vest, der sammen med Fredericiaskolen og Nyborgskolen tilbyder tegnsprogsundervisning til voksne.

## Job- og Udviklingscentret
I 1990'erne startede Castberggård en projektafdeling, der skulle arbejde målrettet med jobskaffelse for døve og hørehæmmede. En af initiativtagerne var den senere EU-parlamentariker Anders Samuelsen. I løbet af kort tid udviklede projektafdelingen sig til det, der i dag er Job- og Udviklingscenteret, hvor der arbejdes med jobskaffelse og jobfastholdelse for personer med hørehandicap. Centeret støttes af Beskæftigelsesministeriet og er det eneste sted i Danmark, der arbejder målrettet med jobskaffelse og jobfastholdelse for gruppen. Jobcentret har udover afdelingen i Urlev en filial i København.
Centret arbejder også med information, dokumentation og udvikling og har været tovholder på en række samarbejder, der har haft til formål at afdække arbejdsmarkedsrelaterede problemer for personer med høreproblemer. Det har bl.a. været arbejdsmarkedsundersøgelser, netværksdage for døve iværksættere, faglige dage for tegnsprogsbrugere, faglige dage for hørehæmmede.
Hvert år er Castberggård vært ved en konference og/eller en workshop om emner, der har tilknytning til det at være handicappet på arbejdsmarkedet.
Castberggård Job- og Udviklingscenter driver portalen "hoerelse.info" i samarbejde med foreningen hear-it. Hoerelse.info er en ikke-kommerciel portal med nyheder og fakta om lyd, hørelse og høreproblemer.

## Kursus og Feriecenter
Castberggård er i dag et sted for personer med alle typer hørehandicap; døve, hørehæmmede, døvblinde, personer med Cochlear Implant osv.
Kommunikationen foregår på tegnsprog, via tegnsprogstolk, skrivetolk eller med forskellige høretekniske hjælpemidler som fx teleslynge og FM-anlæg. Faciliteterne tilgodeser personer med høreproblemer, så stedet anvendes som konferencecenter for både foreninger, firmaer og offentlige instanser.

## Døve og Hørehæmmedes oplysningsforbund (DHO)
Døve og Hørehæmmedes oplysningsforbund (DHO) har til opgave at arrangere weekendkurser for døve og hørehæmmede. Forbundet har sekretariat på Castberggård.